# 竹屋 (三重県)
株式会社竹屋（たけや）は、日本の製菓メーカーである。本社は三重県四日市市。
また三重県内のケンタッキーフライドチキン、ミスタードーナツなどのフランチャイズ事業も行う。工場は1日50万個のシュークリーム生産能力を有し、単一工場としては日本一である。（公式サイトより）

## 製品
- シュークリーム
  - ペアシュークリーム
- プリン・ゼリー
  - 3連ゼリー
  - まんぞくプリン